# Кубок RDS
Кубок RDS (англ. RDS Cup) — хокейний приз, який щорічно вручається найкращому новачкові року Головної юніорської хокейної ліги Квебеку (QMJHL). З 1991 по 1994 роки кубок називався «Кубок Молсона», а з 1994 по 1996 роки — «Кубок Нью Фейс». Отримав свою теперішню назву, після того як кубок став спонсорувати франкомовна спортивна мережа «Réseau des Sports» (RDS).

## Переможці
| Сезон            | Граіець            | Команда                  |
| «Кубок RDS»      | «Кубок RDS»        | «Кубок RDS»              |
| ---------------- | ------------------ | ------------------------ |
| 2016–17          | Ніко Гішір         | Галіфакс Мусгедс         |
| 2015–16          | Віталій Абрамов    | Гатіно Олімпікс          |
| 2014–15          | Дмитро Тимашов     | Квебек Ремпартс          |
| 2013–14          | Ніколай Елерс      | Галіфакс Мусгедс         |
| 2012–13          | Валентин Зиков     | Бе-Комо Драккар          |
| 2011–12          | Михайло Григоренко | Квебек Ремпартс          |
| 2010–11          | Чарльз Гадон       | Шікутімі Сагенес         |
| 2009–10          | Петр Страка        | Рімускі Осеанік          |
| 2008–09          | Дмитро Куликов     | Драммонвіль Волтіжерс    |
| 2007–08          | Олів'є Руа         | Кейп-Бретон Скрімін-Іглс |
| 2006–07          | Якуб Ворачек       | Галіфакс Мусгедс         |
| 2005–06          | Ондржей Павелец    | Кейп-Бретон Скрімін-Іглс |
| 2004–05          | Дерик Брассар      | Драммонвіль Волтіжерс    |
| 2003–04          | Сідні Кросбі       | Рімускі Осеанік          |
| 2002–03          | Петр Врана         | Галіфакс Мусгедс         |
| 2001–02          | Бенуа Монду        | Бе-Комо Дреккер          |
| 2000–01          | П'єр-Марк Бушар    | Шікутімі Сагенес         |
| 1999–00          | Кріс Монтгомері    | Монреаль Рокет           |
| 1998–99          | Ладіслав Надь      | Галіфакс Мусгедс         |
| 1997–98          | Майк Рібейро       | Руен-Норанда Хаскіс      |
| 1996–97          | Венсан Лекавальє   | Рімускі Осеанік          |
| «Кубок Нью Фейс» |                    |                          |
| 1995–96          | Не вручався        | Не вручався              |
| 1994–95          | Стів Брюле         | Сент-Джон Лінкс          |
| «Кубок Молсона»  |                    |                          |
| 1993–94          | Крістіан Матте     | Гранбі Бізонс            |
| 1992–93          | Ян Лаперр'єр       | Драммонвіль Волтіжерс    |
| 1992–93          | Мартін Лапойнт     | Лаваль Титан             |
| 1991–92          | Александр Дейгл    | Вікторіявіль Тігрес      |

- Жовтим кольором виділені гравці які також отримали у цьому сезоні трофей «Найкращий новачок року CHL».